# 荒井孝子
荒井 孝子（あらい きょうこ）は、日本の看護師、看護学者（基礎看護学）。学位は博士（ヒューマン・ケア科学）（筑波大学・2006年）。静岡県立大学看護学部教授・大学院看護学研究科教授。旧姓は日吉（ひよし）。
石川県立看護大学看護学部講師、静岡県立大学看護学部講師、国際医療福祉大学大学院医療福祉学研究科准教授、静岡県立大学看護学部副学部長などを歴任した。

## 来歴

### 生い立ち
大分県立看護科学大学に進学し、看護学部の看護学科にて学んだ。2002年、大分県立看護科学大学を卒業した。大学卒業後は、熊本大学の医学部附属病院や、熊本市医師会の熊本地域医療センターにて、看護婦として勤務した。その後、母校である大分県立看護科学大学においては、2005年4月より看護学部の助手を非常勤で務めた。また、筑波大学の大学院に進学し、人間総合科学研究科のヒューマン・ケア科学専攻にて学んだ。2006年、筑波大学における大学院の一貫制博士課程を修了した。それにともない、博士（ヒューマン・ケア科学）の学位を取得した。

### 研究者として
2006年4月、石川県立看護大学に採用され、看護学部の講師に就任した。翌年4月には、静岡県立大学に転じ、看護学部の講師に就任した。2011年4月、国際医療福祉大学に転じ、大学院の医療福祉学研究科にて准教授に就任した。医療福祉学研究科においては、主として保健医療学専攻の講義を担当し、特定行為看護師養成分野を受け持った。また、同月より並行して、古巣である静岡県立大学の看護学部にて、講師を非常勤で兼任していた。2014年4月、再び静岡県立大学に戻ることになり、看護学部の教授に就任した。看護学部においては、主として看護学科の講義を担当した。また、静岡県立大学の大学院では、看護学研究科の教授を兼務することになった。看護学研究科においては、主として看護学専攻の講義を担当した。静岡県立大学においては、看護学部の副学部長に就任するなど、要職を歴任した。

## 研究
専門は看護学であり、特に基礎看護学などの分野について研究している。具体的には、看護師にとって必要とされる臨床推論的思考についての研究や、看護技術の習得についての研究など、看護教育に関連する研究に従事している。2016年12月には、教員活動評価において業績が優秀と認められ静岡県立大学学長表彰を受けた。
学術団体としては、日本看護科学学会、日本看護研究学会、大気環境学会、日本医学教育学会などに所属している。

## 人物
名の「孝子」は「きょうこ」と読む。姓は「荒井」だが、かつての姓は「日吉」であったため、著作には「日吉孝子」名義のものと「荒井孝子」名義のものがある。
ナース・プラクティショナーに求められる素養として「土台を育んでいくための自らの強い意思と信念、それと同時に周りとの協調性と柔軟性」を挙げている。

## 略歴
- 2002年 - 大分県立看護科学大学看護学部卒業。
- 2005年 - 大分県立看護科学大学看護学部助手。
- 2006年 - 筑波大学大学院人間総合科学研究科一貫制博士課程修了。
- 2006年 - 石川県立看護大学看護学部講師。
- 2007年 - 静岡県立大学看護学部講師。
- 2011年 - 国際医療福祉大学大学院医療福祉学研究科准教授。
- 2011年 - 静岡県立大学看護学部講師。
- 2014年 - 静岡県立大学看護学部教授。
- 2014年 - 静岡県立大学大学院看護学研究科教授。

## 賞歴
- 2016年 - 静岡県立大学学長表彰。